# 松本小夢
松本 小夢（まつもと こゆめ、4月15日生）は、日本の漫画家。島根県出身、兵庫県三田市在住。女性で既婚。血液型はO型。
自動車メーカーと設計事務所でCADトレーサーとして勤務の後、結婚。1993年、『Kiss』（講談社）のKiss新人賞でデビュー。以後、同誌や『mimi Carnival』（講談社）などで活躍。代表作は『コマメのお仕事』、『GREEN FINGER -小花の庭-』など。

## 主な作品
- 魔法使いと今時の母（1995年、『Kiss』、講談社）
- 天然スキップ女（1996年、『mimi Carnival』、講談社）
- ひろしの恋人（1997年、『mimi Carnival』）
- としえの恋人
- コマメのお仕事（1998年 - 2004年、『Kiss』、全12巻）
- コンビニ恋愛レシピ（2004年 - 2006年、『Kiss』、全5巻）
- GREEN FINGER -小花の庭-（2006年 - 2010年、『One more Kiss』、『Kiss PLUS』、講談社、全8巻）
- ドボジョ!（2011年 - 2012年、『Kiss PLUS』、講談社）
- ウドの樹木医（2015年 - 『エレガンスイブ』、秋田書店）